# Aiguille du Jardin
Aiguille du Jardin (4035 m n. m.) je hora v Montblanském masivu v Grajských Alpách. Leží na území Francie v regionu Rhône-Alpes nedaleko švýcarských hranic. Přiléhá k Aiguille Verte a Grande Rocheuse. Na vrchol je možné vystoupit od chaty Refuge du Couvercle (2687 m n. m.) na francouzské straně a od Rifugio del Trient (3170 m n. m.) na straně švýcarské.
Horu poprvé zdolali 1. srpna 1904 Jean Ravanel, Léon Tournier a E. Fontaine.